# Окенце

Окенце на карті Влохів.

Окенце (пол. Okęcie) — місцевість у Варшаві, Польща. Житловий район дільниці Влохи. Колишнє приміське село, але зараз уже багато міської забудови. У XVI столітті власники села стали використовувати прізвище Окенцьких. З 1934 року — місце розташування аеропорту. На площі перед аеровокзалом розташована автостанція та вхід на підземну залізничну платформу. З 1951 року — у складі Варшави.